# Gai Cassi Asclepiòdot
Gai Cassi Asclepiodot (en llatí: Gaius Cassius Asclepiodotus; en grec antic: Ἀσκληπιόδοτος) va ser un ciutadà romà d'origen grec que va viure al segle i. Era natural de Nicea de Bitínia i posseïa una gran riquesa. La seva història la narren Tàcit i Cassi Dió.
Era amic de Barea Sorà, i va estar sempre al seu costat, tant quan estava en harmonia amb l'emperador Neró com quan la sort li va canviar i va caure en desgràcia. Llavors, l'emperador li va confiscar la propietat i el va enviar a l'exili l'any 66. Destronat Neró, l'emperador Galba li va restaurar els béns i la posició.